# Slotspræstegården (Augustenborg)
Slotspræstegården er en præstegård, der ligger på Palævej i Augustenborg på Als.
Præstegården blev opført i 1776, samme år som Augustenborg Slot, da hertugen oprettede et sognepræsteembede til den nye slotskirke for byens borgere. Slotspræstegården blev formentligt opført af hofbygmester Lorentz Jacobsen fra Aabenraa, der var hertugens bygmester.[kilde mangler]

## Historie
Før 1776 var der ingen fastboende hofpræst i Augustenborg. Hertug Frederik Christian 1. anviste et grundstykke som byggeplads til sin hofpræst Christian Jessen, der opførte præstegården for egne midler. Huset har således været i privat eje siden 1776. Der blev skrevet et husbrev med bestemmelse om rettigheder og pligter for hofpræst Jessen, selvom han ejede huset. Foruden byggegrunden hørte der også en stor have til præstegården, og præsten havde fri adgang til og brugsret over en toft og fri afbenyttelse af en dam, som lå ved vejen.
Slotspræstegården i Augustenborg blev fredet i 1955.

## Arkitektur
Slotspræstegården i Augustenborg er et velbevaret eksempel på rokokoen,[kilde mangler] som kun i mindre grad er repræsenteret i Danmark.[kilde mangler] Bygningen er en særlig udgave af provinsiel, slesvigsk rokoko, der ses i den næsten intakte hoveddør med snørklede, asymmetriske, rocaille-udskæringer, samt ved både dørens og vinduernes svungne overkarme. Foruden de mange tidstypiske detaljer understreges opførelsestidspunktet endvidere af årstallet 1776 i smedejern på frontgavlen.
Bygningens form har kulturhistorisk værdi, idet både det stejle, opskalkede tag og den høje frontkvist er egnskarakteristiske træk, som ses i både Augustenborg og i resten af Sønderjylland.
Bygningens tag er dækket med oprindelige håndstrøgne vingetegl.